# Xanthophytum alopecurum
Xanthophytum alopecurum är en måreväxtart som beskrevs av Axelius. Xanthophytum alopecurum ingår i släktet Xanthophytum och familjen måreväxter. Inga underarter finns listade i Catalogue of Life.